# قدم‌زدن تصادفی با حداکثر آنتروپی
قدم‌زدن تصادفی با حداکثر آنتروپی (اِم‌ئی‌آردَبلیو) (به انگلیسی: Maximal entropy random walk) (اختصاری MERW) نوع متداولی از قدم‌زدن تصادفی مغرضانه بر روی نمودار است، که در آن احتمالات گُذَرا مطابق با اصل حداکثر آنتروپی انتخاب می‌شود، می‌گوید که توزیع احتمالی که به بهترین شکل وضعیت فعلی آگاهی را نشان می‌دهد همان بزرگ‌ترین آنتروپی است. درحالی‌که قدم‌زدن تصادفی استاندارد برای هر راس، توزیع احتمال یکنواختی را در بین یال‌های خروجی آن انتخاب می‌کند و به‌صورت موضعی (به انگلیسی: locally) نرخ آنتروپی را به حداکثر می‌رساند، اِم‌ئی‌آردَبلیو با فرض توزیع احتمال یکنواخت در بین تمام مسیرها در یک گراف مشخص، آن را به‌صورت کلی (میانگین تولید آنتروپی) به حداکثر می‌رساند.
اِم‌ئی‌آردَبلیو در زمینه‌های مختلف علمی استفاده می‌شود. یک کاربرد مستقیم، انتخاب احتمالات برای به حداکثر رساندن نرخ انتقال از طریق یک کانال محدود است، مشابه کدگذاری فیبوناچی. از خواص آن همچنین به عنوان مثال در تحلیل شبکه‌های پیچیده، مانند پیش‌بینی لینک، تشخیص اجتماع، انتقال مقاوم از طریق شبکه‌ها و اقدامات مرکزیت را ایجاد کرده است. همچنین در تحلیل تصویر، به‌عنوان مثال برای تشخیص نقاط حساس بصری، موضعی‌سازی شیء، تشخیص دستکاری یا مشکل تراکتوگرافی.
علاوه بر این، برخی از خواص مکانیک کوانتومی را بازآفرینی می‌کند، و راهی را برای اصلاح اختلاف بین مدل‌های انتشار و پیش‌بینی‌های کوانتومی، مانند موضعی‌سازی اندرسون،پیشنهاد می‌کند.